# Повітряне командування «Захід»
Повітряне командування «Захід» (ПвК «Захід», в/ч А0780) — оперативне об'єднання Збройних Сил України у західній частині території України (Волинська, Закарпатська, Івано-Франківська, Львівська, Рівненська, Тернопільська, Хмельницька та Чернівецька області).
Основними завданнями ПвК «Захід» є надійне прикриття від ударів з повітря великих промислово-економічних районів, адміністративних центрів, об’єктів хімічної промисловості в Івано-Франківській області, Рівненської та Хмельницької АЕС, а також важливих комунікацій і військових об’єктів в Західній, Центральній і Південно-Західній Україні.

## Історія
У ході реформування Збройних Сил України у 2004 році, на фондах 28-го корпусу протиповітряної оборони і 14-го авіаційного корпусу створено
Повітряне командування «Захід» зі штабом у Львові.

## Зона відповідальності
Визначається точками:
- 51°28'17" пн. ш. 27°45'35" сх. д.
- 51°23'00" пн. ш. 27°45'00" сх. д.
- 50°19'41" пн. ш. 27°07'41" сх. д.
- 50°05'60" пн. ш. 27°12'05" сх. д.
- 49°45'42" пн. ш. 27°51'00" сх. д.
- 48°43'31" пн ш. 27°50'26" сх. д.
- 48°29'29" пн. ш. 27°35'50" сх. д.

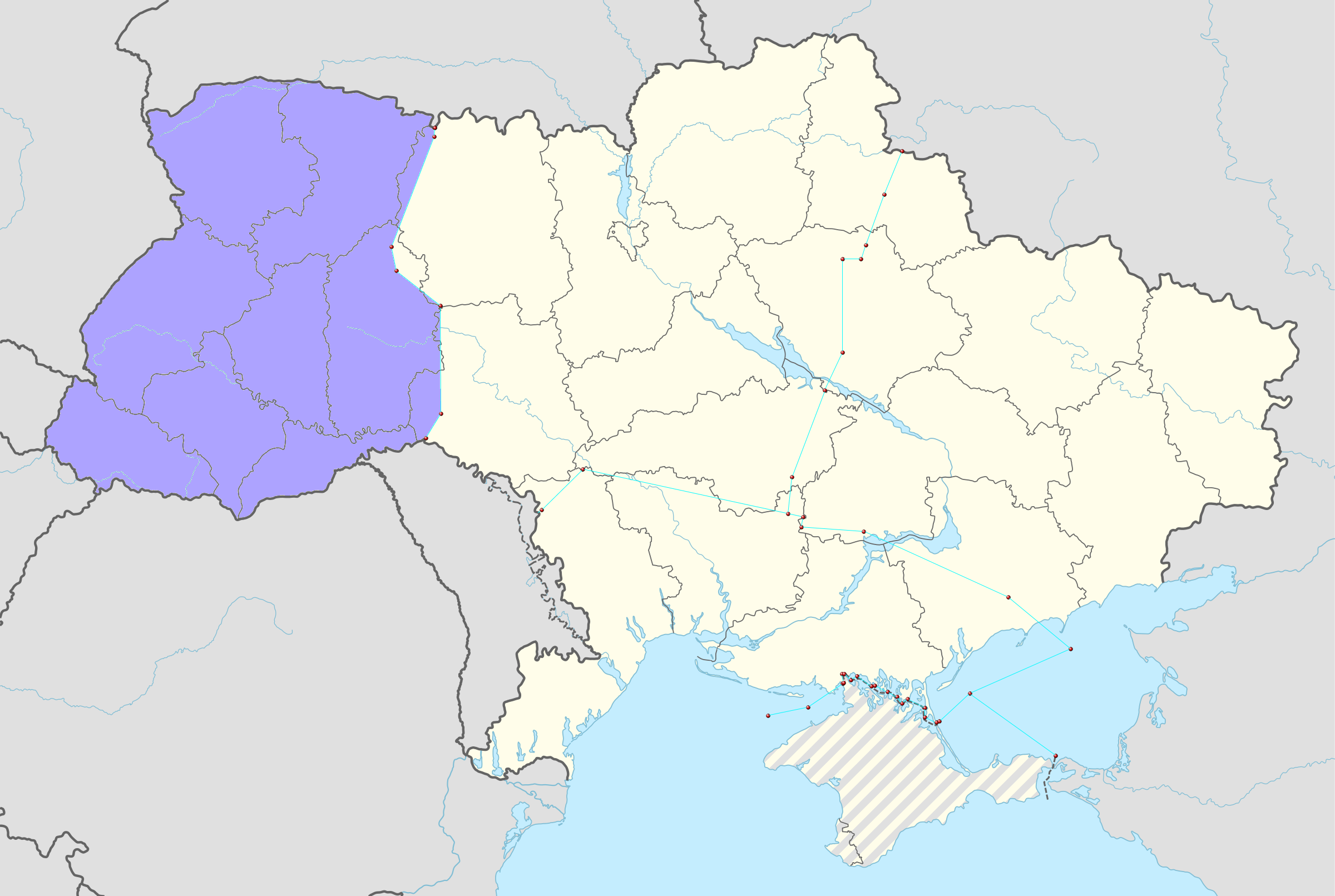
Зона відповідальності з 23 січня 2017

- далі по лінії державного кордону України з Республікою Молдова, Румунією, Угорщиною, Словацькою Республікою, Республікою Польща, Республікою Білорусь
- 51°28'17" пн. ш. 27°45'35" сх. д.

## Організація
До складу Повітряного командування «Захід» входять: 
- управління (Львів)
- 76-й окремий полк зв'язку та радіотехнічного забезпечення (Липники, Львівська область)
- 1-ша радіотехнічна бригада (Липники, Львівська область)
- 114-та бригада тактичної авіації (Івано-Франківськ; МіГ-29, Л-39)
- 204-та бригада тактичної авіації (Луцьк; МіГ-29, Л-39)
- 11-й зенітний ракетний полк (Шепетівка, Хмельницька область; 9К37 «Бук-М1»)
- 223-й зенітний ракетний полк (Стрий, Львівська область; 9К37 «Бук-М1»)
- 540-ва зенітна ракетна бригада (Кам'янка-Бузька, Львівська область; С-300ПТ)
- 193-й центр управління та оповіщення
- 11-та комендатура охорони та обслуговування
- 17-й окремий батальйон радіоелектронної боротьби (Коломия, Івано-Франківська область)
- 352-й окремий інженерно-аеродромний батальйон (Хмельницький)
- 8-ма авіаційна комендатура (Львів)
- 25-та авіаційна комендатура (Дубно, Рівненська область)
- 108-ма авіаційна комендатура (Коломия, Івано-Франківська область; Коломийський аеродром)
- 202-й авіаційний полігон (Поворськ, Волинська область)

## Командування
- генерал-лейтенант Осипенко Петро Миколайович (2004–2007 рр.)
- генерал-лейтенант Павлович Станіслав Миколайович (2008–2013 рр.)
- генерал-майор Шамко В’ячеслав Євгенович (2015–2016 рр.)
- генерал-майор Марченко Олексій Станіславович (2016-2023)
- генерал-майор Генов Борис Анатолійович (2023 - до т.ч.)